# Al-Anbar
Al-Anbar (arab. محافظة الأنبار) – jedna z 18 prowincji Iraku. Znajduje się w zachodniej części kraju.